# Cercospora solani
Cercospora solani är en svampart som beskrevs av Thüm. 1880. Cercospora solani ingår i släktet Cercospora och familjen Mycosphaerellaceae.   Inga underarter finns listade i Catalogue of Life.